# George Duroy
Pour les articles homonymes, voir Duroy.
Lanning Janosov, connu sous le pseudonyme George Duroy (né le 26 juillet 1957 ) est un réalisateur slovaque de films pornographiques gays. 

## Biographie
George Duroy détient une maîtrise en arts et en études cinématographiques de l'Université de Californie à Los Angeles. Il fonde le studio Bel Ami en 1993, à la suite du tournage de son premier film Tender Strangers.

## Filmographie
- 1994
  - Tender Strangers
- 1995
  - Frisky Summer
- 1997
  - An American in Prague
- 2000
  - Cherries
  - Summer Camp
  - Teamplay
- 2001
  - All about Bel Ami
  - Cover Boys
  - Flings
- 2003
  - Just for Fun
- 2004
  - Pretty Boy
- 2005
  - Enchanted Forest
  - Lukas in Love
- 2006
  - Out in Africa
  - Piña Colada
- 2007
  - Graffiti
  - Lemonade
- 2008
  - French Kiss
  - Pinups: Young And Tender
  - The Private Life Of Brandon Manilow
- 2009
  - Night Out
  - Pinups Athletic
  - Pinups Oversized
  - Seriously Sexy
- 2010
  - Kris And Dolph
  - Orgies
  - Seriously Sexy 2
  - Step By Step Education Of A Pornstar: Kris Evans
- 2011
  - Dirty Secrets
  - Jean-Daniel And Dolph
  - Kinky Angels
  - Sex Buddies 3
  - Todd And Dolph
- 2012
  - Kinky Angels 2
  - Kinky Angels 3
- 2013
  - All the Way
  - Body Perfect
  - Do You Take It
- 2014
  - All That Jizz
  - Easy to Love
  - Valentine

## Récompenses et distinctions
- 2000 : AVN Hall of Fame